# Sofia Bryant
Sofia Bryant (Los Angeles, 26 dicembre 1999) è un'attrice finlandese naturalizzata statunitense, diventata nota per aver interpretato Dina nella serie TV Netflix I Am Not Okay with This.

## Biografia

### Carriera
L'attrice è nata a Los Angeles il 26 dicembre del 1999. All'età di 12 anni, Bryant ha mostrato interesse per le arti performative durante un'estate passata a New York. Successivamente ha cominciato a prendere lezioni di recitazione per realizzare il suo sogno di diventare attrice. È alta 165 cm, e ciò l'ha aiutato nella sua carriera cinematografica. Si allena 4 giorni alla settimana per poter mantenere il peso ideale che è di 54 kg approssimativamente. Nelle prime fasi della sua carriera è apparsa in diverse pubblicità e campagne pubblicitarie. Nel 2018 ha ottenuto il ruolo di Ellie Goodman nel film Suspicion, diretto da Brad Anderson, recitando accanto ad attori del calibro di Derek Luke, Paula Newsome, Sadie Calvano e Jeri Ryan. Sofia, inoltre, ha recitato nell'episodio The Brave della serie TV Blue Bloods nel 2018. Precedentemente, nel 2016 ha preso parte alla serie The Good Wife dove ha ricoperto il ruolo minore di Yesha Darigis nell'episodio Shoot. È apparsa anche nel dramma militare The Code
Nel 2020 interpreta Dina nella Serie TV originale Netflix I Am Not Okay with This.

## Filmografia parziale

### Cinema
- Psiconautas, los niños olvidados (2015) (Doppiaggio inglese)

### Televisione
- The Good Wife (2016)
- Blue Bloods (2018)
- The Code (2019)
- I Am Not Okay with This (2020)